# Ermland-Masuriens vojvodskap
Ermland-Masuriens vojvodskap (polska Warmia-Mazury eller województwo warmińsko-mazurskie) är ett vojvodskap i norra Polen. Det har fått namn av de historiska landskapen Ermland och Masurien. Huvudstad är Olsztyn. Detta område tillsammans med Kaliningrads oblast i Ryssland utgjorde den övervägande delen av tyska Ostpreussen till 1945.